# Freddy Galvis
Pour les articles homonymes, voir Galvis.
Freddy Jose Galvis (né le 14 novembre 1989 à Punto Fijo, Falcón, Venezuela) est un joueur d'arrêt-court des Ligues majeures de baseball évoluant avec les Blue Jays de Toronto.

## Carrière
Freddy Galvis signe son premier contrat professionnel avec les Phillies de Philadelphie en 2006.
Avec le joueur de deuxième but Chase Utley sur la liste des joueurs blessés au printemps 2012, Galvis fait partie de l'effectif de l'équipe à l'ouverture de la saison des Phillies. Il fait ses débuts dans le baseball majeur le 5 avril. Il réussit son premier coup sûr le 9 avril : un double contre le lanceur Aníbal Sánchez des Marlins de Miami. Il réussit son premier coup de circuit le 13 avril contre R. A. Dickey des Mets de New York. Le 19 juin 2012, Galvis est suspendu pour 50 parties par la Ligue majeure de baseball pour avoir contrevenu à la politique contre le dopage, des traces de Clostebol ayant été détecté dans son échantillon d'urine.

### Padres de San Diego
Le 15 décembre 2017, Philadelphie échange Galvis aux Padres de San Diego contre le lanceur droitier des ligues mineures Enyel De Los Santos.